# Ōshū
Ōshū (jap. 奥州市 Ōshū-shi) ist eine kreisfreie Stadt (-shi) in der Präfektur Iwate auf Honshū, der Hauptinsel von Japan. Ōshū ist die sinojapanische Kurzform der Provinz Mutsu, Ōshū-shi liegt im Zentrum des antiken Ōshū vor dessen moderner Teilung 1869.

## Geschichte
Die Stadt Ōshū wurde am 20. Februar 2006 aus den Städten Mizusawa (水沢市, -shi) und Esashi (江刺市, -shi), sowie den Gemeinden Maesawa (前沢町, -chō) und Isawa (胆沢町, -chō) als auch des Dorfes Koromogawa (衣川村, -mura) des Landkreises Isawa gegründet.

## Geographie
Ōshū liegt südlich von Morioka und nördlich von Sendai.
Der Kitakami durchfließt die Stadt von Norden nach Süden.

## Verkehr
- Straße:
  - Tōhoku-Autobahn
  - Nationalstraße 4
  - Nationalstraße 107, 343, 397, 456
- Zug:
  - JR Tōhoku-Shinkansen: Bahnhof Mizusawa-Esashi
  - JR Tōhoku-Hauptlinie

## Städtepartnerschaften

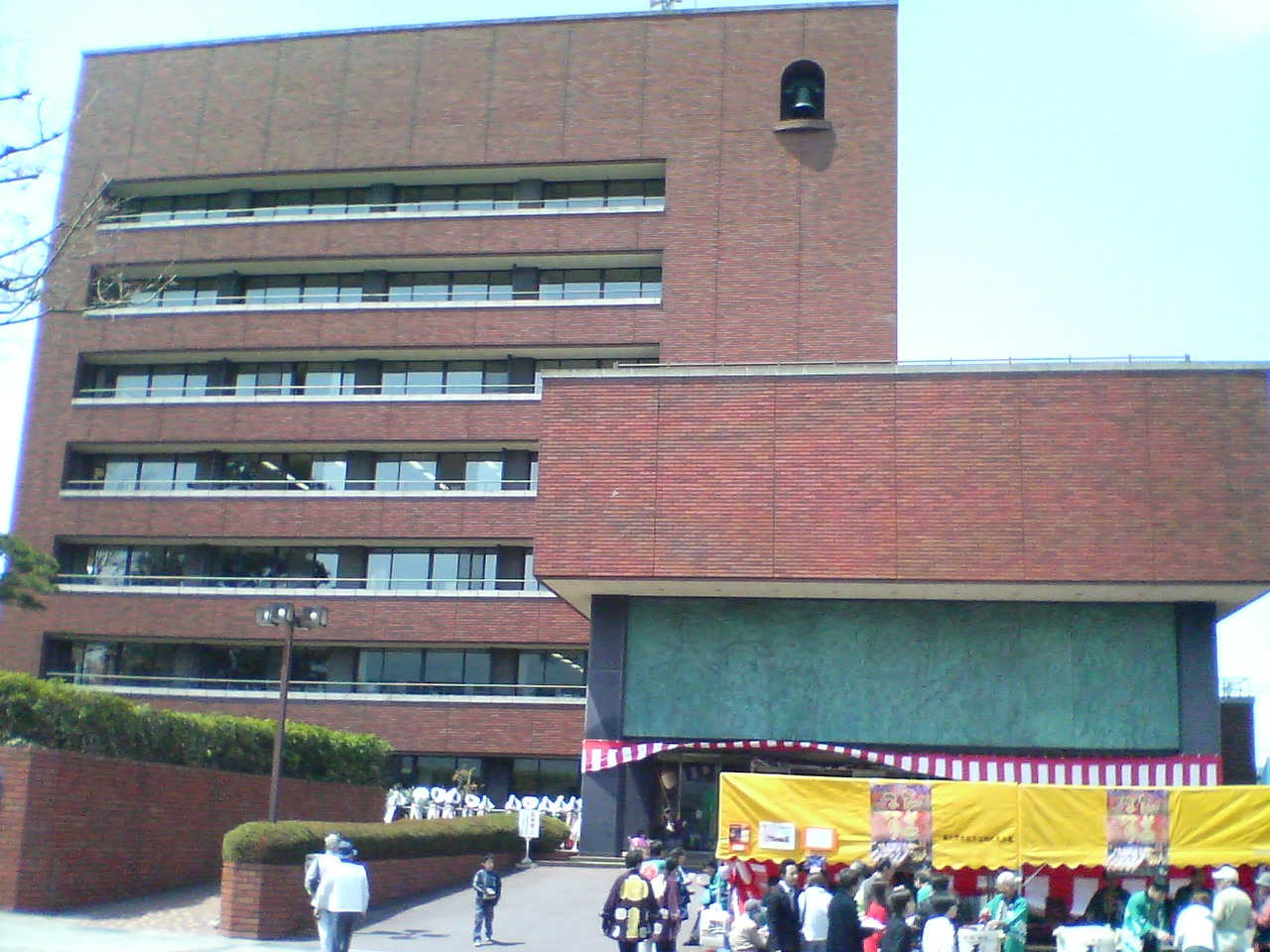
Rathaus von Oshu (April 2006)

- Reutte und Breitenwang, seit 1991[1][2]

## Angrenzende Städte und Gemeinden
- Präfektur Iwate
  - Hanamaki
  - Kitakami
  - Ichinoseki
  - Tōno
  - Hiraizumi
  - Sumita
  - Kanagasaki
  - Nishiwaga
- Präfektur Akita
  - Higashinaruse

## Söhne und Töchter der Stadt
- Gōko Kiyoshi (1882–1961), Rüstungsmanager (Mitsubishi-Zaibatsu), Berater des Kabinetts Tōjō und 1946 als Kriegsverbrecher der Klasse A entlastet
- Gotō Shimpei (1857–1929), Politiker, Minister und Bürgermeister von Tokio
- Ozawa Saeki (1898–1968), Politiker, Minister und Vater von Ichirō Ozawa
- Saitō Makoto (1858–1936), Admiral und Politiker, japanischer Premierminister
- Shiina Etsusaburō (1898–1979), Politiker, Minister und Vorsitzender der Shiina-Faktion
- Shohei Ohtani (* 1994), Baseballspieler